# Séisme de 2011 à Kütahya
Le séisme de 2011 à Kütahya est un séisme ayant frappé l'ouest de la Turquie à 23:15 EEST (20:15 UTC) le jeudi 19 mai 2011. L'épicentre, localisé juste à l'est de Simav et estimé à 9,1 kilomètres de profondeur, provoque de fortes secousses à Kütahya. 
La population état paniquée et un bon nombre de pertes ont été estimées à Simav. Un hôpital de Simav reporte un nombre inconnu de blessés et certains bâtiments portent les séquelles de la secousse. Une femme succombe d'une crise cardiaque à İnegöl durant les secousses. À Simav, une personne est tuée sous les décombres.